# Rodolfo Bravo
Luis Rodolfo Bravo Alarcón (Limache, Región de Valparaíso, 7 de septiembre de 1952-San José de Maipo, 5 de noviembre de 2001), fue un actor chileno de teatro, cine y televisión.

## Biografía
Estudió teatro en la Pontificia Universidad Católica de Chile, donde luego de egresar se desempeñó como académico. Tuvo una dilatada carrera en las artes escénicas, incluyendo su participación en adaptaciones de clásicos de la literatura como La vida es sueño, El burgués gentilhombre, y El burlador de Sevilla, entre otras.
Sin embargo, se hizo conocido por su trabajo en televisión, donde participó tanto en telenovelas como en comedia. Entre sus actuaciones más recordadas están el sketch de "Los fisicoculturistas", que realizaba junto a Patricio Torres en Mediomundo y su rol del mecánico "Peyo" en la serie Los Cárcamo, ambas de Canal 13. También participó en películas como Johnny cien pesos, y Consuelo.
En 2001 ganó el premio Altazor por su actuación en la obra La muerte accidental de un anarquista.

## Muerte
El 5 de noviembre de 2001, falleció en un accidente automovilístico en el Cajón del Maipo, en las cercanías de Santiago cuando se dirigía a su casa, a la edad de 49 años. A sus funerales asistieron varias figuras importantes de la televisión y el teatro chileno.

## Filmografía

### Telenovelas
| Teleseries | Teleseries                      | Teleseries               | Teleseries |
| Año        | Teleserie                       | Rol                      | Canal      |
| ---------- | ------------------------------- | ------------------------ | ---------- |
| 1984       | La torre 10                     | Valerio Díaz             | TVN        |
| 1985       | Marta a las Ocho                | Lautaro "Taro" Solís     | TVN        |
| 1985       | El prisionero de la media noche | Alberto                  | Canal 13   |
| 1986       | La villa                        |                          | TVN        |
| 1993       | Ámame                           | Juanito Lyon             | TVN        |
| 1994       | Rojo y miel                     | Andrés Arteaga           | TVN        |
| 1996       | Loca piel                       | Robinson Torres          | TVN        |
| 1998       | Amándote                        | Máximo Carvajal          | Canal 13   |
| 1999       | Fuera de control                | Nino Mellafe             | Canal 13   |
| 2000       | Sabor a ti                      | Ramón "Moncho"           | Canal 13   |
| 2001       | Piel canela                     | Manuel "Manolo" Albornoz | Canal 13   |

### Series de televisión
- La Quintrala (TVN, 1987)
- Crónica de un hombre santo (Canal 13, 1990)
- Mediomundo (Canal 13, 1986-1987 y 1991-1992)
- Jaguar... ¿Yu? (TVN, 1993-1995)
- Brigada Escorpión (TVN, 1998)
- El niño que enloqueció de amor (TVN, 1998)
- Los Cárcamo (Canal 13, 1998-1999)
- La vida es una lotería (TVN, 2002, estreno póstumo)

### Películas
- Consuelo (1989)
- Dos mujeres en la ciudad (1990)
- Johnny cien pesos (1993)
- No tan lejos de Andrómeda (1999)
- El fotógrafo (2002, estreno póstumo)[1]
- Tendida mirando las estrellas (2004, estreno póstumo)[1]